# Мопсоп
Мопсоп (грец. Μοψόπος) — стародавній владар Мопсопії (так первісно називали Аттику).